# 閩南樂府
閩南樂府，為南管館閣，1961年於臺北市成立，原名閩南管府管弦研究社，後改為現名台北市閩南樂府弦管研究會。曾於1993年獲得教育部民族藝術薪傳獎南管團體獎。為臺灣目前較活躍的南管館閣之一。

## 歷史沿革
1959年，菲律賓「四聯樂府」來臺訪問，在大稻埕慈聖宮交流演出，曾雄、吳永輝、陳炳煌、吳貞等人受其影響，感覺到南管的重要性，吳貞（泉州北峰西埔村人，原名吳世民）便與南管絃友及光復後來台的閩籍同鄉共同發起，1961年登記成立閩南管府管弦研究社，為臺北地區最早的民間南管團體之一。曾先後聘請南聲社的吳彥點、新加坡華僑黃清標等人駐館教學。
閩南樂府在1960到1980年代相當活躍，和東南亞的南管館閣往來密切。1963年舉辦「南管戲培訓班」聘請徐祥、李祥石、翁秀塘、陳令允、陳璋榮等人教學，學員吳素霞等人被稱為「十三金釵」。
1965年聘為陳璋榮為館先生，徐祥教梨園戲。1972年聘吳昆仁為教師。1973年改為現名台北市閩南樂府弦管研究會。1983年聘尤芬奇為駐館教師。
1992年舉辦南管研習班。

## 獲獎
- 1993年，教育部民族藝術薪傳獎南管團體獎[2][14]

## 外部連結
- 台北市閩南樂府弦管研究會的Facebook專頁
- YouTube上的2001年4月16日南管聯展音樂會閩南樂府
- YouTube上的〈滿空飛〉，乙未清雅樂府秋祭整絃
- YouTube上的〈懶繡停針〉，2020年在國立傳統藝術中心